# رادیو همبستگی
رادیو همبستگی یک ایستگاه رادیویی فارسی زبان مستقل است که مرکز آن در استکهلم، پایتخت سوئد قرار دارد.

## تاریخچه
رادیو همبستگی از پاییز ۱۹۸۹ پخش برنامه‌های خود را از شهر استکهلم در سوئد آغاز کرد. بنیانگذار این رادیو سعید منتظری (سعید افشار) است و افراد زیادی نیز با آن همکاری می‌کنند. از جمله دست‌اندرکاران رادیو همبستگی از بدو تأسیس آن تاکنون می‌توان به آزاده شکوهی (مجری)، جواد تسلیمی (مجری و منتقد سینما)، ناصر یوسفی (مجری) بهروز خباز(برنامه گفتگوهای کارگری)، فرزین ایران فر (مجری و برنامه های ادبی)،ربیع نیکو  و ... اشاره کرد.

## جهت‌گیری
رادیو همبستگی خود را یک رادیوی چپ و  فمینیستی معرفی می‌کند.

## پخش برنامه
رادیو همبستگی روزهای شنبه هرهفته از ساعت ۹ صبح تا ۳ بعدظهر بر روی موج ۱ و ۹۱  و از اینترنت برنامه پخش می‌کند.